# Trichasaurus
Trichasaurus es un  género extinto de sinápsidos pelicosaurios que existió durante el Pérmico en lo que hoy es Texas, Estados Unidos.